# Chiến dịch tấn công Dukhovshina–Demidov lần thứ nhất
Chiến dịch tấn công Dukhovshchina lần thứ nhất là hoạt động quân sự của quân đội Liên Xô trong khuôn khổ Chiến dịch Smolensk (1943) chống lại quân đội Đức Quốc xã. Diễn ra chỉ trong vỏn vẹn 5 ngày (13 đến 18 tháng 8 năm 1943) trên đoạn mặt trận kéo dài hơn 250 km từ Velizh đến Dukhovshchina, đây là một chiến dịch không thành công của Phương diện quân Kalinin (Liên Xô). Thời gian bắt đầu chiến dịch theo kế hoạch là ngày 8 tháng 8 đã bị lùi lại đến ngày 13 tháng 8 làm cho quân Đức trên tiền duyên có thời gian tạm lui quân, đánh lừa trinh sát của Phương diện quân Kalinin và tiến hành phản kích quyết liệt ngay sau khi pháo binh Liên Xô ngưng bắn phá. Sau 5 ngày chiến đấu, 4 tập đoàn quân cánh trái của Phương diện quân Kalinin chỉ đạt được chiều sâu 6 đến 7 km trong tấn công. Trên hướng Demidov, Tập đoàn quân 43 và cánh trái của Tập đoàn quân xung kích 4 hầu như bị đẩy về tuyến xuất phát.
Nhận thấy chiến dịch tấn công khó có thể thành công do nó đang biến thành một trận tao ngộ chiến giữa 4 tập đoàn quân Liên Xô và 13 sư đoàn Đức, trong đó có 2 sư đoàn xe tăng từ tuyến trong kéo ra phản công, ngày 18 tháng 8, tướng A. I. Yeryomenko ra lệnh ngừng tấn công và báo cáo lên Đại bản doanh về những thất lợi đang gặp phải. Đại bản doanh đồng ý cho phép dừng chiến dịch.

## Bối cảnh mặt trận
Sau Chiến dịch tấn công Rzhev-Vyazma (1943), Phương diện quân Kalinin đã tiến ra tuyến Tây Dvina - Verdino - Kapyrevshchina và dừng lại trước tuyến phòng thủ Velizh - Demidov - Dukhovshina - Yartsevo của cánh phải Tập đoàn quân xe tăng 3 và cánh trái Tập đoàn quân 4 (Đức). Thượng tướng A. I. Yeryomenko, tư lệnh Phương diện quân Kalinin từ sau Chiến dịch tấn công Rzhev-Vyazma (1943) nhận thấy các cụm cứ điểm Dukhovshchina và Yartsevo đều là những "điểm nút" chặn đường tiến của phương diện quân đến Smolensk. Trong đó, các trung tâm phòng ngự Demidov, Dukhovshchina, Yartsevo của quân Đức đều cách xa tuyến mặt trận từ 10 đến 18 km, riêng Demidov cách tiền duyên tới 25 km. Phía trước các cụm cứ điểm này, quân Đức đều bố trí các tuyến chiến hào phòng thủ dày đặc. Trên đường tiến quân dự kiến của Phương diện quân Kalinin đến Smolensk, có các con sông Vop, Khmost và Kasplys cản đường tiến công. Trong khu vực còn có nhiều rừng, đồng lầy, đất trũng xen lẫn những gò đất cao, rất khó triển khai xe tăng nhưng lại khá thuận lợi trong phòng thủ khi bố trí các cứ điểm hỏa lực trên các gò đất cao, nơi quân Đức đang đóng giữ.
Ngày 3 tháng 8, I. V. Stalin ra mặt trận phía Tây, ông gặp tướng V. D. Sokolovsky tại sở chỉ huy Phương diện quân Tây đóng ở Yukhnov, nghe báo cáo tình hình, xem xét việc lập kế hoạch, nhiệm vụ và việc chuẩn bị của các tập đoàn quân, pháo binh, xe tăng. Sáng ngày 5 tháng 8, I.V. Stalin đến làng Khorosheevo gần Rzhev để gặp tướng A. I. Yeryomenko, tư lệnh mới được bổ nhiệm của Phương diện quân Kalinin, sau khi phê duyệt những điểm cơ bản của kế hoạch chiến dịch do A. I. Yeryomenko đệ trình, ông yêu cầu nguyên soái pháo binh N. N. Voronov điều chỉnh mật độ pháo binh trên hướng tấn công chính lên 170 khẩu/km chính diện. Ông cũng yêu cầu Bộ Tư lệnh các lực lượng dự bị điều động bổ sung Quân đoàn kỵ binh cận vệ 3 của tướng N. S. Oslikovsky và 3 sư đoàn không quân cho Phương diện quân Kalinin. Do đạn pháo chưa vận chuyển đến kịp nên mới chỉ đạt 2 cơ số trong khi mật độ pháo tăng dày, I. V. Stalin đồng ý cho Phương diện quân Kalinin dời thời điểm tấn công đến ngày 13 tháng 8. Ngày hôm sau, (6 tháng 8), báo chí Liên Xô và đài phát thanh Moskva đưa tin rộng rãi về cuộc thị sát 2 mặt trận quan trọng trên hướng Tây Moskva của I. V. Stalin.
Cuộc tấn công của Phương diện quân Tây bắt đầu từ ngày 7 tháng 8 nhưng quân đội Liên Xô chỉ tiến lên mạnh mẽ ở cách Nam của chiến dịch. Các tập đoàn quân 5 và 68 Phương diện quân Tây vẫn không vượt qua được cụm cứ điểm Dorogobuzh. Riêng Tập đoàn quân 31 được lệnh chờ 5 ngày để phối hợp với cánh trái của Phương diện quân Kalinin tấn công cụm cứ điểm Yartsevo.

## Binh lực và kế hoạch của các bên

### Quân đội Liên Xô
Phương diện quân Kalinin do thượng tướng Andrei Ivanovich Yeryomenko huy động 4 tập đoàn quân cánh trái đảm nhận hướng tấn công phía Bắc của Chiến dịch Smolensk (1943). Thành phần bao gồm:
- Tập đoàn quân 31 của trung tướng V. A. Gluzdovsky (phối thuộc từ Phương diện quân Tây), trong biên chế có:
  - Bộ binh: 2 quân đoàn và 3 sư đoàn độc lập, tổng cộng 9 sư đoàn.
  - Pháo binh: 2 trung đoàn pháo nòng dài, 4 trung đoàn lựu pháo, 2 trung đoàn pháo chống tăng, 2 trung đoàn súng cối, 1 sư đoàn và 3 trung đoàn phòng không.
  - Thiết giáp: 1 lữ đoàn xe tăng, 1 trung đoàn pháo tự hành, 2 tiểu đoàn cơ giới độc lập.
  - Công binh: 3 tiểu đoàn công binh hỗn hợp.
- Tập đoàn quân 39 của trung tướng A. I. Zygin, trong biên chế có:
  - Bộ binh: 3 quân đoàn và 1 sư đoàn
  - Pháo binh: 2 trung đoàn pháo nòng dài, 2 trung đoàn lựu pháo, 1 trung đoàn pháo chống tăng, 2 trung đoàn súng cối, 1 trung đoàn và 1 tiểu đoàn phòng không.
  - Thiết giáp: 1 lữ đoàn xe tăng.
  - Công binh: 4 tiểu đoàn công binh hỗn hợp, 2 tiểu đoàn rà phá mìn.
- Tập đoàn quân 43 của trung tướng K. D. Golubev, trong biên chế có:
  - Bộ binh: 4 sư đoàn và 1 lữ đoàn.
  - Pháo binh: 2 trung đoàn pháo nòng dài, 2 trung đoàn lựu pháo, 1 trung đoàn pháo chống tăng, 2 trung đoàn súng cối, 1 trung đoàn phòng không.
  - Thiết giáp: 1 trung đoàn xe tăng độc lập.
  - Công binh: 2 tiuểu đoàn công binh hỗn hợp, 1 tiểu đoàn rà phá mìn.
- Tập đoàn quân xung kích 4 của trung tướng V. I. Svetsov, sử dụng cánh trái tham gia chiến dịch:
  - Bộ binh: 2 sư đoàn và 1 lữ đoàn
  - Pháo binh: 2 trung đoàn lựu pháo, 1 trung đoàn pháo chóng tăng, 1 trung đoàn súng cối.
  - Thiết giáp: 1 trung đoàn xe tăng độc lập.
  - Công binh: 1 tiểu đoàn công binh hỗn hợp.
- Quân đoàn kỵ binh cận vệ 3 của tướng N. S. Oslikovsky
- Quân đoàn bộ binh cận vệ 5

Ý đồ của tướng A. I. Yeryomenko là sử dụng Tập đoàn quân 39 và Tập đoàn quân 31 (phối thuộc) đồng loạt tấn công vào 2 cụm cứ điểm chính của quân Đức tại Dukhovshina và Yartsevo. Tập đoàn quân 43 có nhiệm vụ thọc sâu vào Demidov, đánh vào sau lưng tuyến phòng ngự chủ yếu của quân Đức. Cánh trái của Tập đoàn quân xung kích 4 đánh một đòn bổ trợ vào Velizh, che chở sườn phải cho Tập đoàn quân 43. Lực lượng dự bị của chiến dịch gồm Quân đoàn kỵ binh cận vệ 3 đóng tại Kholm Zhirkovsky và Quân đoàn bộ binh cận vệ 5 đóng tại Prechistoye, sẵn sàng cơ động đến bất kỳ cửa đột phá nào có triển vọng.

### Quân đội Đức Quốc xã
- Cánh phải của Tập đoàn quân xe tăng 3 (Đức) do thượng tướng Georg-Hans Reinhardt chỉ huy đóng trên khu vực tấn công của Phương diện quân Kalinin gồm có:
  - Quân đoàn bộ binh 6 của tướng Hans Jordan gồm các sư đoàn bộ binh 87, 206 và 330.
  - Quân đoàn bộ binh 9 của tướng Heinrich Clößner gồm các sư đoàn bộ binh 35, 252 và 342
- Cánh trái của Tập đoàn quân 4 (Đức) do thượng tướng Gotthard Heinrici chỉ huy đóng trên khu vực tấn công của Phương diện quân Kalinin và Tập đoàn quân 31 gồm có:
  - Quân đoàn bộ binh 27 của tướng bộ binh Paul Völckers gồm các sư đoàn bộ binh 52, 197, 246 và 256.
  - Quân đoàn xe tăng 39 của tướng pháo binh Robert Martinek gồm Sư đoàn xe tăng 2, các sư đoàn bộ binh 95, 129, 337.

Quân Đức chờ đón cuộc tấn công của Phương diện quân Kalinin từ sau Chiến dịch tấn công Rzhev-Vyazma (1943) nhưng quân đội Liên Xô vẫn thủ thế trên mặt trận này qua mùa hè trong khi đang diễn ra các chiến dịch trên hướng Oryol - Kursk - Belgorod - Kharkov. Ngày 7 tháng 8, khi đài phát thanh Moskva đưa tin về chuyến thị sát mặt trận của I. V. Stalin nhưng không nói rõ địa điểm, tướng Gotthard Heinrici phán đoán cuộc tấn công sẽ diễn ra chính ngay tại mặt trận của ông ta. Khác với các động thái phòng ngự thông thường, tướng Gotthard Heinrici ra lệnh rút các đơn vị phòng ngự ở tuyến đầu về tuyến phòng ngự phía sau kiên cố hơn, dựa vào các cụm cứ điểm mạnh quanh các thành phố, thị trấn lớn. trên tuyến đầu chỉ để lại các hỏa điểm tiền tiêu do các đơn vị cấp trung đội, đại đội đóng giữ. Ý đồ của tướng Gotthard Heinrici rất đơn giản, khi quân đội Liên Xô xông lên tấn công và dễ dàng vượt qua lớp phòng thủ thứ nhất sẽ bị sa vào các bãi mìn và rơi vào "cái túi hỏa lực" của các trận địa pháo binh, các hỏa điểm súng máy và xe tăng chôn âm dưới đất. Tuy nhiên, do Phương diện quân Tây đã nổ súng tấn công ngày 7 tháng 8 nên chỉ có cánh trái của Tập đoàn quân 4 (Đức) thực hiện được lệnh này.

## Diễn biến

### Quân đội Liên Xô tấn công
Tối 12 tháng 8, trinh sát của các tập đoàn quân 39 và 43 báo cáo về các hiện tượng di chuyển của quân Đức. Tư lệnh các tập đoàn quân này cho rằng quân Đức đang thay quân. Trinh sát Liên Xô cũng báo cáo rằng họ phát hiện mấy chục hỏa điểm trên tiền duyên, mỗi hỏa điểm do một hoặc hai trung đội đóng giữ với 2 đến 3 khẩu pháo và một số súng máy. Tuy nhiên, trinh sát Liên Xô không biết rằng ở phía sau các tiền đồn này là một dãy dài xe tăng được chôn âm dưới đất và các trận địa pháo chủ lực.
7 giờ 00 ngày 13 tháng 8, pháo binh của Phương diện quân Kalinin khai hỏa. Tuy nhiên, cuộc pháo kích chỉ kéo dài được 35 phút do đạn được không đủ. Lúc 7 giờ 35 phút, Tập đoàn quân 39 chia làm hai cánh bắt đầu tấn công. Cánh trái là mũi chủ công gồm Quân đoàn bộ binh 83 và Quân đoàn bộ binh cận vệ 2 tấn công trên dải Kapeshnya (???) - Velenye (???) - Sharevich (???) - Volnyi (???) - Myshkovo (???) - Utkino (???) - Labrevo (???) - Uzvalye (???) có chính diện dài 22 km. Cánh phải là mũi phụ công gồm Quân đoàn bộ binh 84 tấn công trên dải Yefremovo (???) - Lomonosovo - Akulino (???) trên chính diện 7 km. Tập đoàn quân 43 sử dụng cụm xung kích có Trung đoàn xe tăng 105 mở đường tấn công qua Mokhan về hướng Ribshevo. Đến giữa trưa, cánh chủ công của Tập đoàn quân 39 đã chiếm được lớp phòng ngự đầu tiên của quân Đức tại Kapeshnya - Pankratovo (???). Cụm xung kích của Tập đoàn quân 43 đã đánh chiếm làng Gorokhovo (???) và điểm cao 202,5.
Không quân Đức bắt đầu phản kích, từ 13 giờ đến 15 giờ chiều, 124 phi vụ máy bay ném bom Đức liên tục trút xuống khu vực tấn công của các sư đoàn bộ binh 134 và 234 hơn 400 quả bom các cỡ. Pháo phòng không Liên Xô với mật độ thưa thớt (chỉ có 12 khẩu/km chính diện) đã không thể ngăn chặn cuộc tấn công này. Các máy bay tiêm kích Liên Xô đã xuất kích hơn 40 phi vụ, bắn rơi 13 máy bay ném bom Đức và chịu mất 7 chiếc. 16 giờ chiều, 2 sư đoàn Đức được pháo binh và 13 xe tăng yểm hộ tiến hành phản kích vào Sersky (???), Shaburi (???), Ribshevo và Gorokhovo. Các sư đoàn bộ binh 306, 935 và 938 đã đẩy lùi ba đợt phản kích của bộ binh và xe tăng Đức nhưng không thể tiến lên được.
Ngày 14 tháng 8, Sư đoàn bộ binh 179 chiếm được điểm cao 264,3 và một điểm cao không tên cách thị trấn Ivashino 700 m về phía Bắc và bắt đầu công kích Sư đoàn bộ binh 197 (Đức) đóng trong thị trấn và các khu vực lân cận. 13 giờ chiều 14 tháng 8, Sư đoàn bộ binh cận vệ 19 (Liên Xô) kéo đến tiếp sức đã cùng Sư đoàn bộ binh 179 đánh chiếm thị trấn Ivashino (???), tiêu diệt gần 4.000 sĩ quan và binh lính Đức, bắt 146 tù binh, thu giữ 1 xe tăng, 24 pháo, 7 dàn hỏa tiễn M-40, 16 súng cối, 44 súng máy 6 kho đạn và quân dụng. Tàn quân của Sư đoàn 197 (Đức) bỏ chạy về Demidov. Theo lời khai của một tù binh Sư đoàn 197, Tập đoàn quân xe tăng 3 (Đức) được báo động trước đó ba ngày và từ 4 giờ sáng ngày 12 tháng 8 đã đón đợi cuộc tấn công. Tướng A. I. Yeryomenko nhận định: Quân Đức đã biết về cuộc tấn công trước khi nó diễn ra. Trong khi cánh phải của Tập đoàn quân 39 thu được một số kết quả hạn chế, đã lấn sâu vào tuyến phòng thủ của quân Đức từ 4 đến 5 km thì cánh trái của tập đoàn quân này (cánh chủ công) vẫn không thể đột phá qua lớp phòng ngự thứ hai của quân Đức phía trước Dukhovshina. Tập đoàn quân 31 có nhiệm vụ phối hợp chiến dịch với Tập đoàn quân 39 sau khi đánh chiếm Safonovo cũng phải dừng lại trước tuyến phòng ngự của Quân đoàn xe tăng 39 (Đức) ở ngoại vi Yartsevo. Trên hướng tấn công của Tập đoàn quân 43, các sư đoàn bộ binh Liên Xô cũng chỉ tiến lên được không quá 3 km trong ngày.
Ngày 16 tháng 8, Các tập đoàn quân 39 và 43 (Liên Xô) tiếp tục tấn công. Tập đoàn quân 39 phải giành giật từng ngọn đồi với Quân đoàn bộ binh 27 (Đức) mới tiến được đến bờ Bắc sông Tsarevich và đánh chiếm thị trấn Pavlovo (???). Trong suốt ngày 16 tháng 8, các sư đoàn của Tập đoàn quân 39 vẫn mắc kẹt tại bờ sông Tsarevich, binh lực hao hụt dần. Tập đoàn quân 43 cũng thất bại trong những cố gắng vượt sông Kasplya.

### Quân đội Đức Quốc xã phản công
Ngày 17 tháng 8, cánh trái của Tập đoàn quân 39 đang cố gắng đột phá về hướng Dukhovshchina bỗng vấp phải đòn phản kích của 2 sư đoàn bộ binh Đức có 60 xe tăng yểm hộ. Đến cuối ngày, Quân đoàn bộ binh 83 bị đánh bật khỏi thị trấn Pavlovo vừa mới chiếm được ngày hôm trước. Trong ngày hôm đó, 8 sư đoàn Đức thuộc Tập đoàn quân 9 đã được điều động từ hướng Oryol lên tăng viện cho hướng Dukhovshina - Demidov. Ngày 18 tháng 8, quân Đức tổ chức phản công trên toàn tuyến mặt trận. Mỗi sư đoàn bộ binh Đức phản công đều có xe tăng và pháo tự hành yểm hộ. Trời nhiều mây và đổ mưa đã làm cho không quân của cả hai bên không hoạt động được. Quân đoàn bộ binh cận vệ 2 bị đẩy lùi khỏi tuyến Kapeshnya - Velenye - Sharevich - Volnyi. Quân đoàn bộ binh 83 đã để mất các bến vượt qua sông Tsarevich.
Cuộc chiến diễn ra ác liệt quanh các đầu cầu qua sông Tsarevich. Lữ đoàn pháo chống tăng 17 (Liên Xô) đã đối đầu với Sư đoàn xe tăng 25 (Đức) tại các làng Borka (???), Zhukovka (???) và điểm cao 229,6. Sau khi tiêu diệt 11 xe tăng Đức, Lữ đoàn này cũng bị mất 20 khẩu pháo. 14 khẩu còn lại vẫn tiếp tục chống cự. Điểm cao 229,6 đã bốn lần bị đánh đi chiếm lại. Ở phía Tây, Tập đoàn quân xe tăng 3 (Đức) huy động Sư đoàn xe tăng 18, Sư đoàn cơ giới 1, Sư đoàn bộ binh 29 và Lữ đoàn dù SS đánh bật Tập đoàn quân 43 (Liên Xô) khỏi bờ Bắc sông Kasplya. Giao tranh dữ dội đã diễn ra quanh làng Maleevka (???) giữa các sư đoàn bộ binh cận vệ 9, 22 (Liên Xô) với Sư đoàn bộ binh 29 và Sư đoàn cơ giới 1 (Đức). Phát hiện sự có mặt của các lực lượng dự bị mạnh được quân Đức đưa đến mặt trận, chiều 18 tháng 8, tướng A. I. Yeryomenko báo cáo tình huống lên Đại bản doanh Bộ Tổng tư lệnh Liên Xô và đề nghị dừng chiến dịch để củng cố, bố trí lại binh lực chờ thời cơ thuận lợi hơn. Tối 18 tháng 8, Đại bản doanh Liên Xô chuẩn y đề nghị này. Chiến dịch tấn công Dukhovshchina-Demidov lần thứ nhất của quân đội Liên Xô kết thúc chóng vánh sau 5 ngày giao chiến ác liệt.

## Kết quả, đánh giá và ảnh hưởng

### Kết quả
Ngoài việc lần sâu thêm vào tuyến phòng thủ của quân Đức thêm từ 6 đến 7 km, Phương diện quân Kalinin chưa đạt được bất kỳ một mục tiêu nào của chiến dịch. Quân đội Đức Quốc xã đã chuyển 8 sư đoàn từ mặt trận Oryol - Bryansk và 3 sư đoàn từ hướng Gorodok đến mặt trận Dukhovshchina-Demidov và cản phá thành công chiến dịch tấn công của Phương diện quân Kalinin. Cho đến nay không có thống kê về thương vong của hai bên trong Chiến dịch tấn công Dukhovshchina-Demidov lần thứ nhất.

### Đánh giá
Ngoài những đánh giá về 8 nguyên nhân thất lợi của quân đội Liên Xô trong giai đoạn đầu của Chiến dịch Smolensk (1943), tướng P. A. Beloborodov, chỉ huy Quân đoàn bộ binh cận vệ 2 thuộc Tập đoàn quan 39 (Liên Xô) cũng nêu lên một số nguyên nhân khác. Theo ông, cuộc tấn công của Phương diện quân Kalinin có thời gian chuẩn bị không đủ. Mặc dù đã kéo dài ngày khởi sự thêm một tuần nhưng với hệ thống giao thông yếu kém, pháo binh là lực lượng bị ảnh hưởng lớn hơn cả do không vận chuyển kịp đủ cơ số đạn dược ra mặt trận. Việc cơ động pháo binh lên tuyến đầu tiến hành một cách vội vàng đã làm cho trinh sát pháo binh và các pháo thủ không đủ thời gian để xác định các điểm chuẩn trong xạ kích. Việc tăng mật độ pháo binh trên khu vực tấn công nhưng với cơ số đạn thiếu hụt đã làm giảm hiệu quả pháo kích, đồng thời làm giảm cả thời gian pháo kích. Về chiến thuật, Tập đoàn quân 39 đã lặp đi lặp lại một chiến thuật tấn công vỗ mặt, không khai thác được những điểm yếu trong hệ thống phòng thủ của quân Đức để tiến hành các cuộc đột kích vu hồi. Do dó, họ đã không loại bỏ các hỏa điểm mạnh trong lớp phòng ngự đầu tiên của quân Đức bằng các đòn đánh từ phía sau.
Một nguyên nhân thất bại khác của Tập đoàn quân 39 là việc ngụy trang và giữ bí mật không tốt. Các cuộc chuyển quân lộ liễu đã làm cho trinh sát đường không và biệt kích thám báo Đức không những xác định được hướng đột kích chính của Tập đoàn quân 39 trên khu vực Kapeshnya - Velenye - Sharevich - Volnyi mà còn xác định được cả vị trí của một số sở chỉ huy tiền phương cấp sư đoàn. Qua khai thác tù binh của Sư đoàn xe tăng 18 (Đức) sau khi chiến dịch bị tạm đình chỉ cho thấy quân Đức đã biết trước cuộc tấn công khoảng 3 ngày và đã kịp điều đến đây một số binh lực mạnh để tiến hành phản công. Trong khi đó, tướng A. I. Zygin, mặc dù có nhiều kinh nghiệm nhưng đã không kiểm soát được tình hình đặc biệt nghiêm trọng diễn ra tại các đầu cầu trên sông Tsarevich. Ngay cả khi được chuyển giao Quân đoàn bộ binh cận vệ 5 của tướng V. G. Poznyak, ông đã không giao cho họ nhiệm vụ vượt sông Tsarevich để nhanh chóng đánh vào sườn Quân đoàn bộ binh 27 (Đức) mà lại chỉ cho hai trung đoàn của Sư đoàn bộ binh 134 đã suy yếu làm nhiệm vụ này. Kết quả là mọi nỗ lực vượt qua con sông nhỏ đó của Quân đoàn bộ binh 83 đều thất bại
Quân Đức, do biết trước cuộc tấn công đã đánh lừa được pháo binh Liên Xô. Việc rút bớt các đơn vị tiền tiêu về tuyến sau của tướng Gotthard Heinrici đã làm cho pháo binh Liên Xô gần như bắn vào chỗ trống, chỉ phá được các bãi mìn, hàng rào dây thép gai và gây thương vong cho mấy tiểu đoàn tiền tiêu ít ỏi. Trong khi đó, lực lượng bộ binh chủ yếu ở phía sau kết hợp với pháo binh và các lực lượng xe tăng Đức, sau khi chặn được các đợt xung phong của quân đội Liên Xô đã nhanh chóng phản công, đẩy các sư đoàn Liên Xô đang tấn công vào thế bị động. Ngoài ra, việc phối hợp tác chiến giữa pháo binh và bộ binh cũng không được ăn ý. Khi bộ binh cần pháo binh yểm hộ thì pháo binh đang phải bắn dè xẻn cơ số đạn ít ỏi còn lại. Khi bộ binh đã vượt xa lên phía trước thì pháo binh còn tụt lại sau do đường giao thông xấu, không có thời gian để củng cố hoặc thiếu sức kéo.
Trong khi đó, địa hình rừng rậm và đầm lầy trong khu vực đã hạn chế rất nhiều hiệu quả của pháo binh nên dù quân đội Liên Xô có tăng mật độ pháo lên 160-170 nòng súng/km chính diện cũng vẫn là không thể đủ để "dọn bãi" cho các cuộc tấn công bằng bộ binh và xe tăng. Cuối cùng, chỉ có quyết định dừng chiến dịch của tướng A. I. Yeryomenko là một hành động chính xác. Không thể tiếp tục tấn công khi đối phương đã biết trước và củng cố phòng ngự, tăng cường lực lượng. Thậm chí, quân Đức còn đạt được ưu thế binh lực trên những hướng phòng ngự quan trọng như Dukhovshina, Yartsevo, Demidov.

### Ảnh hưởng
Chiến dịch tấn công Dukhovshina-Demidov lần thứ nhất thất bại dã ảnh hưởng đến cuộc tấn công của Phương diện quân Tây. Hai ngày sau khi chiến dịch này tạm dừng, Phương diện quân Tây cũng buộc phải tạm dừng Chiến dịch tấn công Spas-Demensk do họ lo ngại bị hở sườn phải trên khu vực Dukhovshina - Yartsevo, nơi có các lực lượng mạnh của Quân đoàn xe tăng 39 (Đức) đóng giữ và các lực lượng Đức được tăng viện từ hướng Oryol lên.
Tại cuộc họp của Hội đồng quân sự Phương diện quân Kalinin ngày 22 tháng 8 năm 1943, Hội đồng đã kết luận sở dĩ chiến dịch thất bại có nguyên nhân chính là Tập đoàn quân 39 đã không hoàn thành nhiệm vụ và trường hợp thất bại của Tập đoàn quân 39 là bài học chung để các cấp chỉ huy của Phương diện quân rút kinh nghiệm. Tướng A. I. Zygin đã nhận những sai lầm trong chỉ huy tác chiến của mình và đề nghị được thôi chức vụ. Tháng 9 năm 1943, tướng A. I. Zygin bị huyền chức tư lệnh Tập đoàn quân 39. Thay thế ông là trung tướng N. E. Berzarin.